# Ignacio Heras Anglada
Ignacio Heras Anglada (Madrid, España, 27 de agosto de 1991) más conocido como Nacho Heras es un futbolista español que juega como defensa central en el Keflavík ÍF de la Úrvalsdeild Karla, la primera división islandesa.

## Trayectoria
Nacido en Madrid, Heras se formó en la cantera del Real Madrid CF y Atlético de Madrid en el que jugó en juveniles y en el Club Atlético de Madrid "C". En 2012, ingresó en la cantera del RCD Espanyol para jugar durante dos temporadas en el RCD Espanyol B.
En la temporada 2015-16, se marcha a Hungría para jugar en las filas del FC Tatabánya de la tercera categoría del fútbol húngaro.
En julio de 2016, regresa a España para jugar en las filas de la UP Plasencia del Grupo XIV de la Tercera División de España.
En abril de 2017, se marcha a Islandia para jugar en las filas del UMF Víkingur Ólafsvík de la 1. deild karla, la segunda división islandesa.
En marzo de 2019, firma por el Leiknir Reykjavík de la Úrvalsdeild Karla, la primera división islandesa.
El 22 de febrero de 2020, firma por el Keflavík ÍF de la Úrvalsdeild Karla, la segunda división islandesa. En octubre de 2020, lograría el ascenso a la Úrvalsdeild Karla con el conjunto del Keflavík ÍF.

## Clubes
| Club                        | País     | Año         |
| --------------------------- | -------- | ----------- |
| Club Atlético de Madrid "C" | España   | 2011 - 2012 |
| RCD Espanyol B              | España   | 2012 - 2014 |
| FC Tatabánya                | Hungría  | 2015 - 2016 |
| UP Plasencia                | España   | 2016 - 2017 |
| UMF Víkingur Ólafsvík       | Islandia | 2017 - 2019 |
| Leiknir Reykjavík           | Islandia | 2019 - 2020 |
| Keflavík ÍF                 | Islandia | 2020 -      |

## Palmarés

### Campeonatos nacionales
| Título         | Club        | País     | Año  |
| -------------- | ----------- | -------- | ---- |
| 1. deild karla | Keflavík ÍF | Islandia | 2020 |